# Не дала
«Не дала» — 1-й студійний альбом українського ска-панк гурту Брем Стокер.

## Список композицій
| #   | Назва                            | Автор слів | Тривалість |
| --- | -------------------------------- | ---------- | ---------- |
| 1.  | «Так просто»                     | —          | 2:15       |
| 2.  | «Сама гарна»                     |            | 3:39       |
| 3.  | «Ла-ла-ла»                       |            | 2:41       |
| 4.  | «Я лежу під каштаном»            |            | 2:35       |
| 5.  | «Йо!»                            |            | 3:02       |
| 6.  | «Не плачу»                       |            | 2:57       |
| 7.  | «Птаха»                          |            | 2:39       |
| 8.  | «Пива хочеш?»                    |            | 3:54       |
| 9.  | «Так буває в світі»              |            | 3:06       |
| 10. | «Ворони»                         |            | 2:27       |
| 11. | «Я лежу під каштаном (symphony)» |            | 2:35       |